# Frank McLintock
Frank McLintock (Glasgow, 28 dicembre 1939) è un ex calciatore e allenatore di calcio scozzese, di ruolo centrocampista.
È stato un famoso calciatore dell'Arsenal.

## Palmarès

### Competizioni nazionali
- Coppa di Lega inglese: 1

Leicester City: 1963-1964
- Campionato inglese: 1

Arsenal: 1970–1971
- Coppa d'Inghilterra: 1

Arsenal: 1970–1971

### Competizioni internazionali
- Coppa delle Fiere: 1

Arsenal: 1969–1970

### Individuale
- Giocatore dell'anno della FWA: 1

1971